# Ölandpferd
Das Ölandpferd, auch als Ölännigen bezeichnet, war eine Pferderasse auf der schwedischen Ostseeinsel Öland. Die Rasse starb Anfang des 20. Jahrhunderts aus. Es gibt Bestrebungen zur Neuzüchtung.

## Körperbau
Diese spezielle öländische Pferderasse wies mit einer Widerristhöhe von 130 cm nur eine verhältnismäßig geringe Größe auf und war somit Pony. Die Größe der Tiere hatte jedoch eine erhebliche Bandbreite. Die kleinsten ausgewachsenen Tiere waren die sogenannten Königspferde mit einer Widerristhöhe von maximal 105 cm.

## Geschichte
Man geht davon aus, dass die Ölandpferde über mehrere Jahrtausende zunächst wild auf Öland lebten. Das Ölandpferd wurde dann in der Landwirtschaft eingesetzt. Ölandpferde waren zahlreich vorhanden und dadurch billig. Zum Ende des 16. Jahrhunderts soll jeder öländische Bauernhof im Durchschnitt 22 Pferde gehalten haben. Es wurden einmal genau 17.673 Ölandpferde gezählt, darunter 5.000 Königspferde.
Die besonders kleinen Exemplare wurden auch am schwedischen Königshof gehalten. Auch an ausländischen Höfen gab es Ölandpferde.
Allerdings bemühte man sich im 17. und 18. Jahrhundert durch Kreuzungen mit anderen Rassen kräftigere Tiere zu züchten, so dass die Ölandpferde größer wurden. Zum Ende des 19. Jahrhunderts verringerte sich die Zahl der Ölandpferde rasch, bis sie etwa zum Jahrhundertwechsel ausstarben.

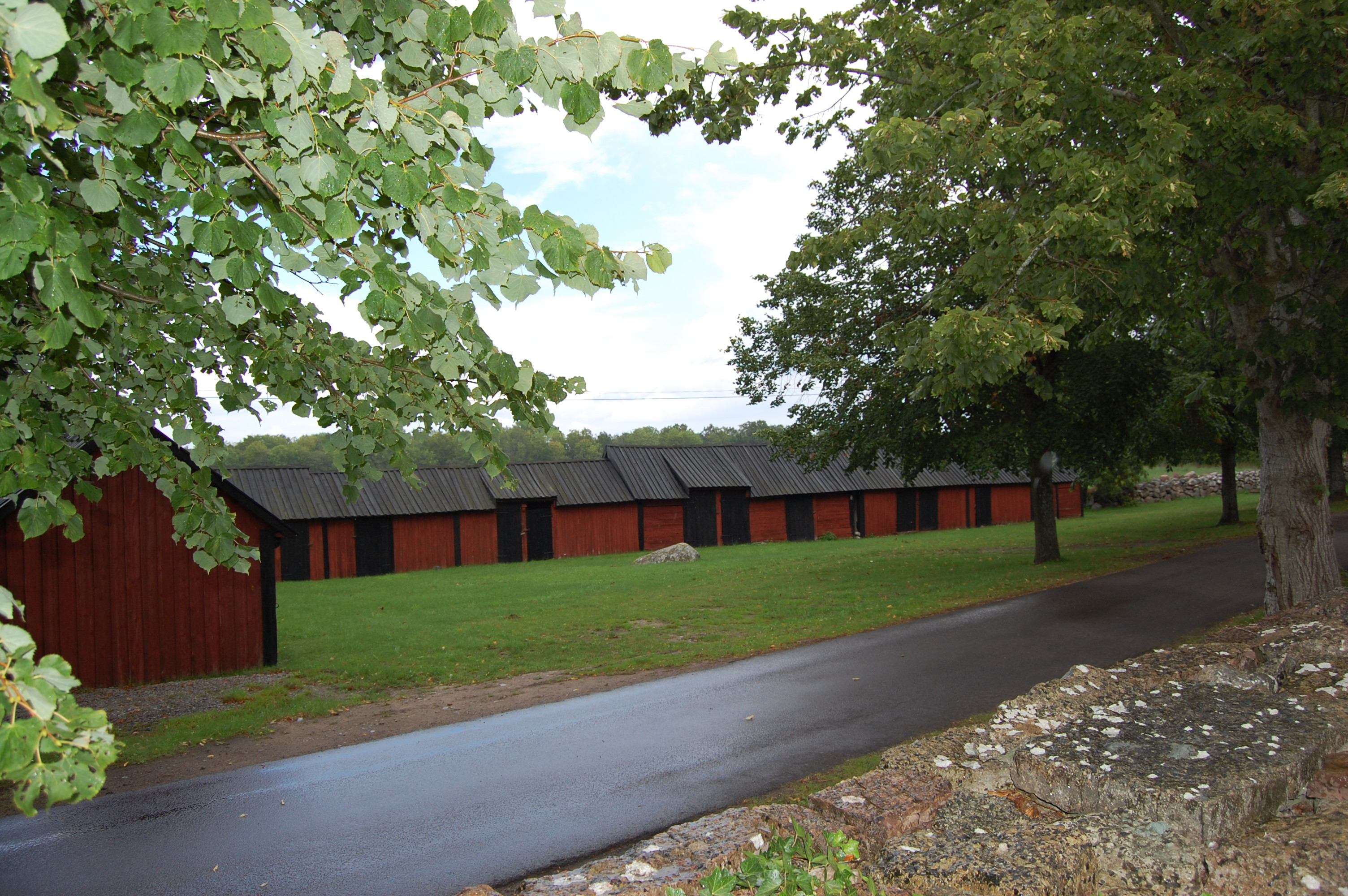
Pferdeställe an der Kirche von Högby

Im Öland-Museum in Himmelsberga und in den Kirchenställen der Kirche von Högby sind noch heute Ställe erhalten, die auf die geringe Größe der Ölandpferde zugeschnitten sind.

## Neuzüchtung
Es gibt Bestrebungen, wieder Pferde zu züchten, die so weit wie möglich den historischen Ölandpferden entsprechen sollen. Im Jahr 2004 wurde daher die Vereinigung Ölandpferd gegründet. Es gelang in Estland die Pferderasse Estnischer Klepper, die eine große Ähnlichkeit zum Ölandpferd aufweist, ausfindig zu machen. 2006 gab es bereits etwa 60 Pferde dieser Art auf Öland. Allein für 2007 rechnete man mit der Geburt von 14 Fohlen.